# داجمار ويلسون
داجمار ويلسون (بالإنجليزية: Dagmar Wilson)‏ هي رسامة توضيحية أمريكية، ولدت في 25 يناير 1916 في مانهاتن في الولايات المتحدة، وتوفيت في 6 يناير 2011.